# Hexabrombenzol
Hexabrombenzol (C6Br6) ist eine aromatische Verbindung. Das Molekül ist wie Benzol aufgebaut, nur dass alle Wasserstoff-Atome durch Brom-Atome ersetzt wurden. Es dient wie früher polybromierte Biphenyle und polybromierte Diphenylether als Flammschutzmittel.